# فواد بایراموف (بازیکن فوتبال، زاده ۱۹۹۸ میلادی)
فؤاد بایراموف (ترکی آذربایجانی: Fuad Bayramov؛ زادهٔ ۲۰ مهٔ ۱۹۹۸) بازیکن فوتبال است.